# クリスティアン・ヴィルヘルム・エルンスト・ディートリッヒ
クリスティアン・ヴィルヘルム・エルンスト・ディートリッヒ（Christian Wilhelm Ernst Dietrich、イタリア滞在中には Christian Guillaume Ernest Dietricy とも称した。1712年10月30日 - 1774年4月23日）はドイツの画家、版画家である。

## 略歴
ヴァイマルで生まれた。父親のヨハン・ゲオルク・ディートリヒはヴァイマルの宮廷画家で、母方の祖父、ヨハン・エルンスト・レンチュ(Johann Ernst Rentsch)もヴァイマルの宮廷画家であった。妹のマリア(Maria Dorothea Wagner:1719-1792)も風景画家として知られることになる。
父親から絵を学んだ後、1724年にドレスデンに移り、風景画家のヨハン・アレクサンダー・ティーレ(Johann Alexander Thiele)から教育を受けた。才能は、すぐにザクセン選帝侯、フリードリヒ・アウグスト1世の目に留まり、ブリュール伯爵(Heinrich von Brühl)にディートリヒの修行の面倒を見ることを命じた。オランダなどで修行した後、1741年にフリードリヒ・アウグスト1世の宮廷画家に任じられた。
1743年にさらに修行のためイタリアを旅した。旅の詳細は知られていないが、イタリアの風景を題材に作品を残している。1744年はディートリヒの最も充実した活動の年で、ディートリヒの作品はヨーロッパ各国で買い上げられた。アウクスブルクやボローニャ、コペンハーゲンの美術アカデミーの名誉会員に選ばれ、1764年に国立マイセン磁器製作所の芸術学校の校長に選ばれた。
1765年にドレスデンの美術学校(後のドレスデン美術大学)の教授に任命され、その仕事を亡くなるまで続けた。ディートリヒが亡くなった後、未亡人と美術学校の同僚のアドリアン・ツィングは、87点の版画からなるディートリヒの作品集を出版した。いくつかの作品はアドリアン・ツィングが版画にした。

## 作品

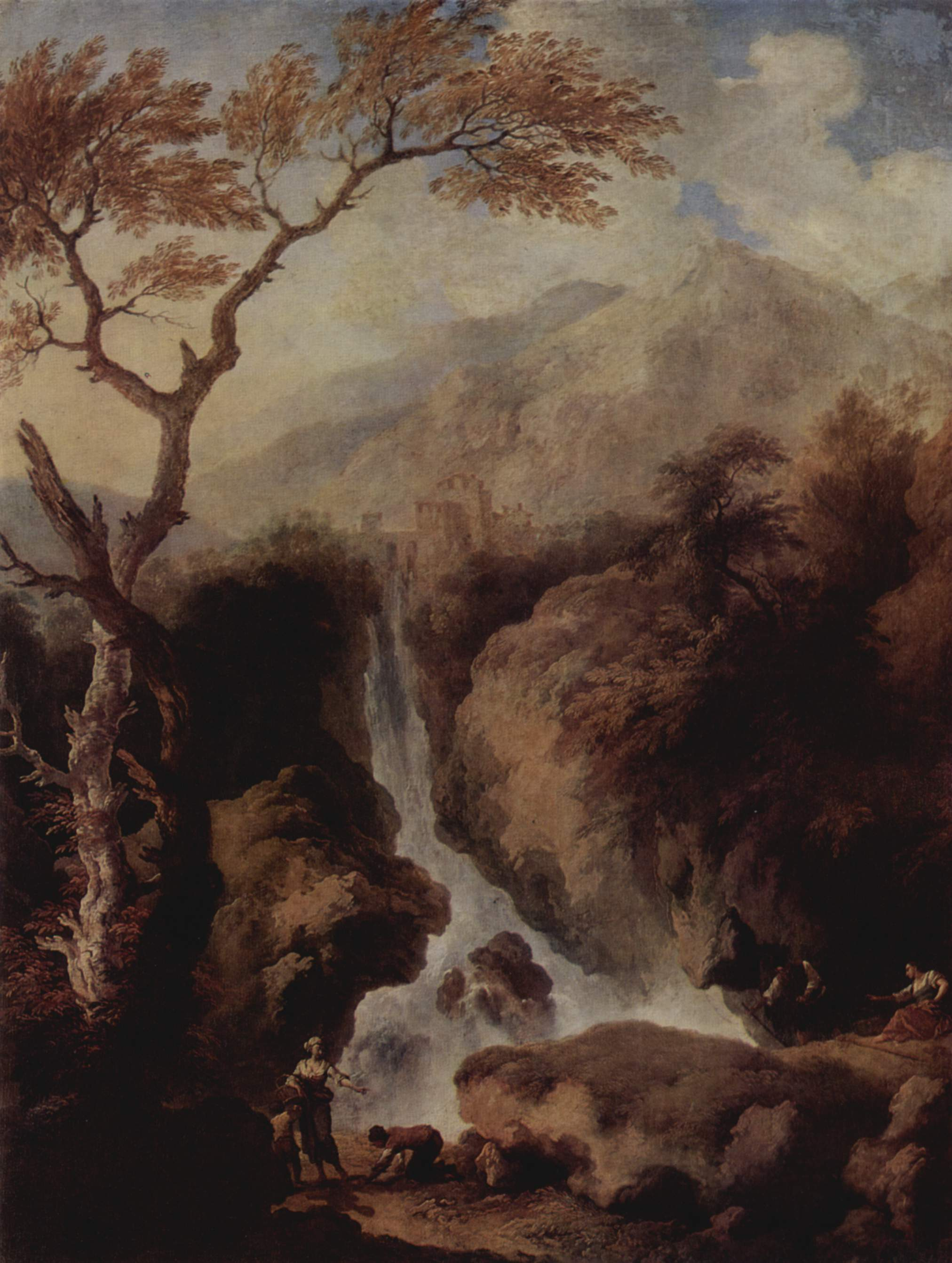
ローマ近くの滝(1745/1750)
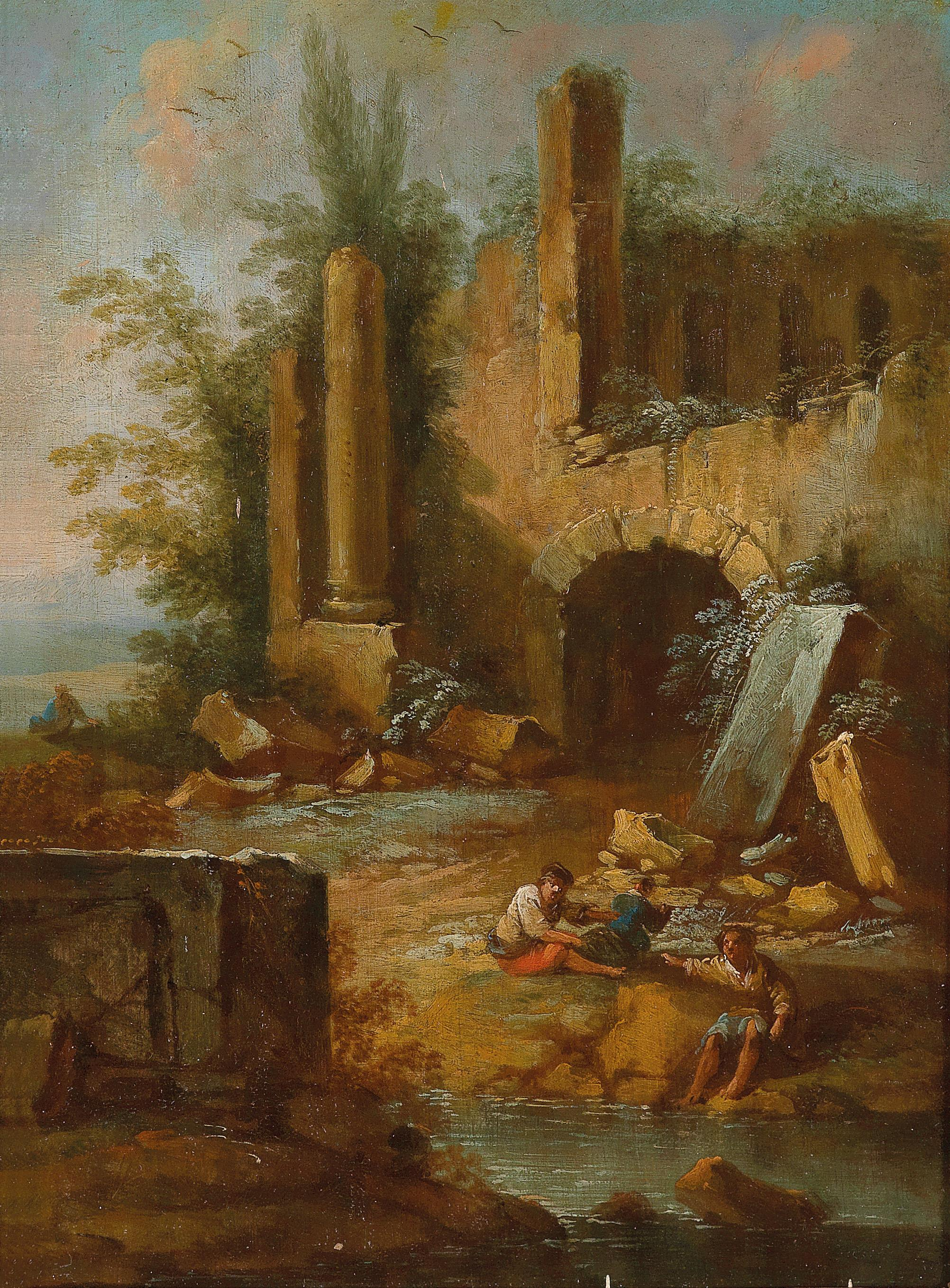
ローマ時代の遺跡と2人の男
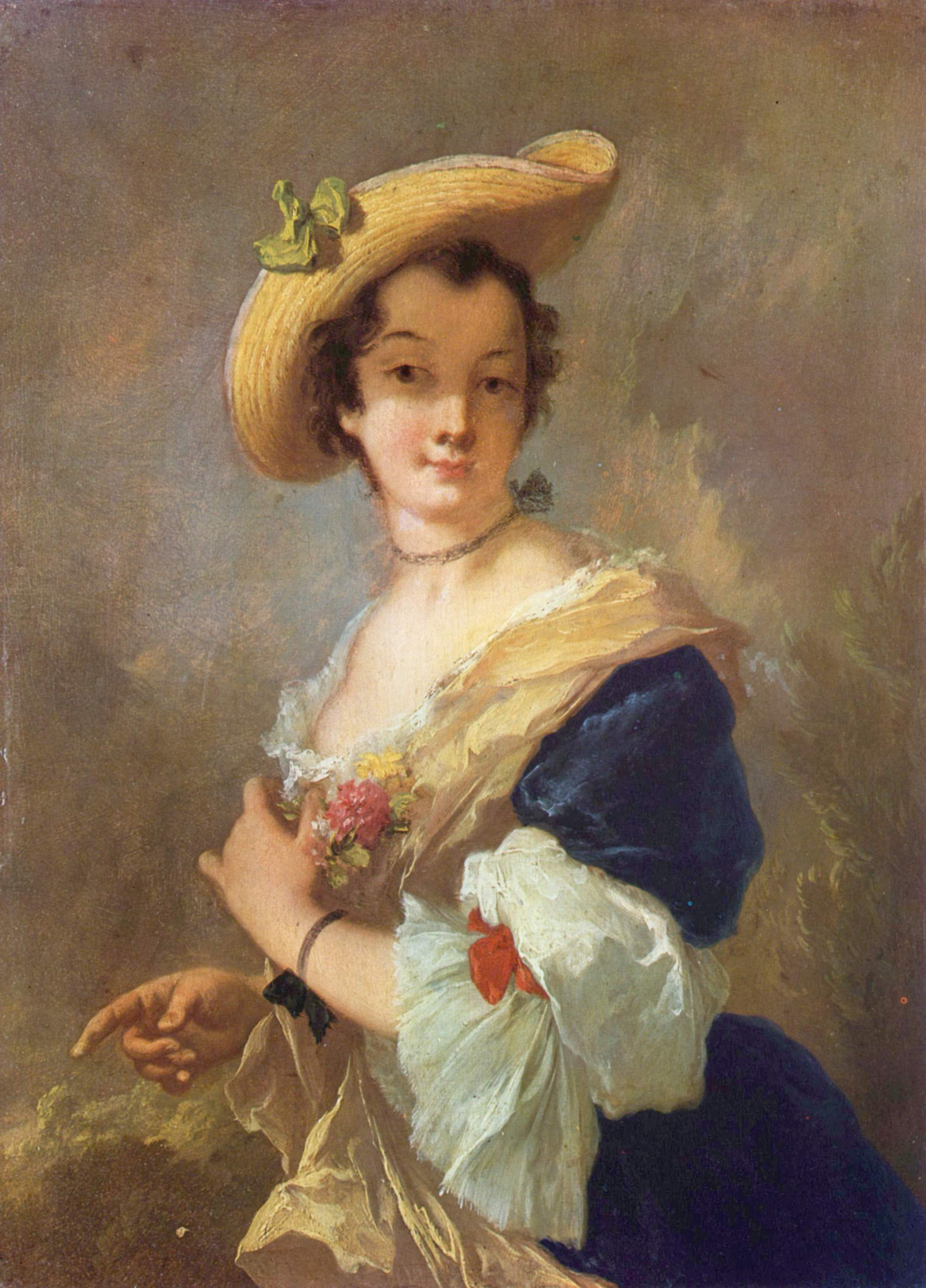
帽子をかぶった婦人
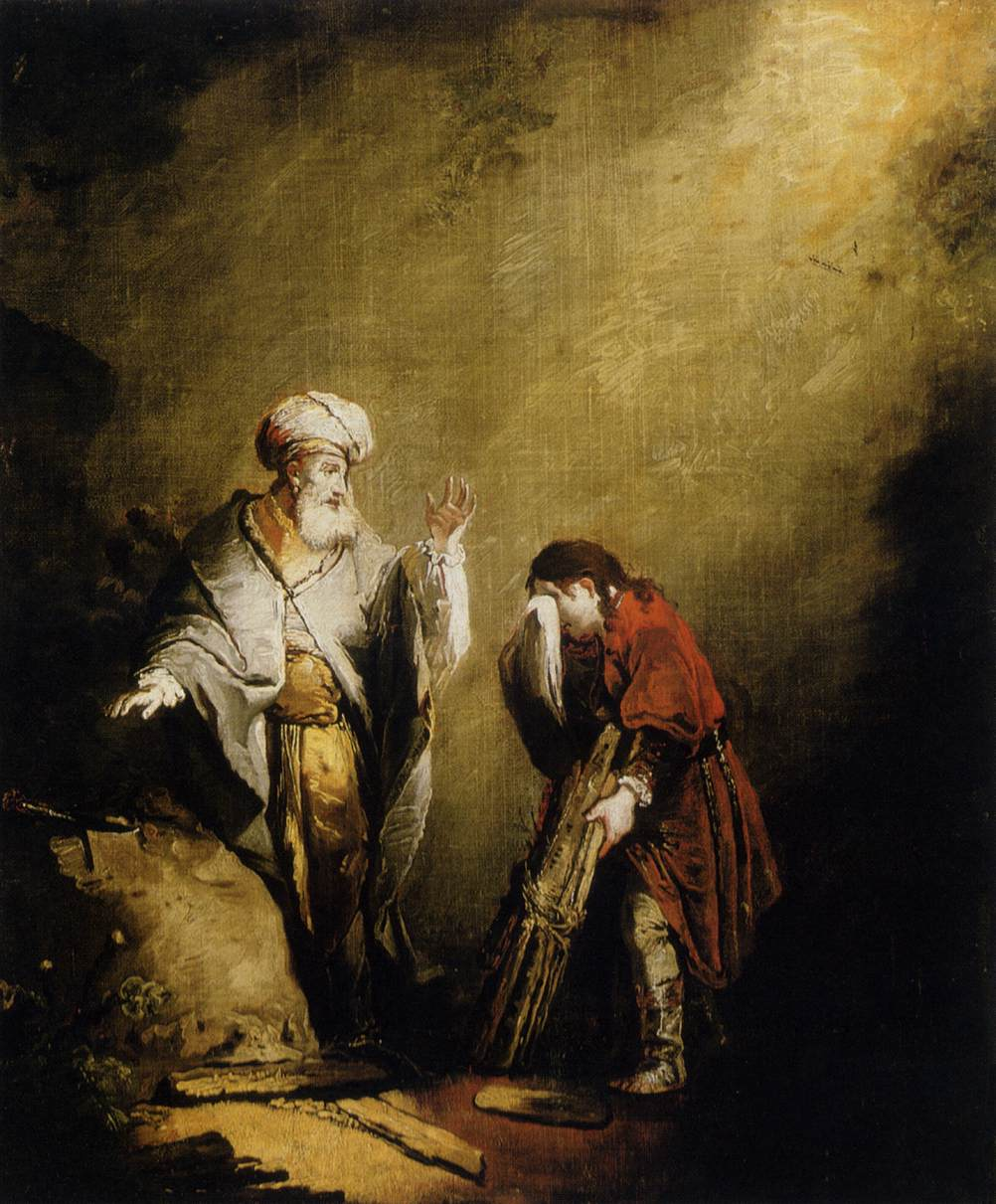
イサクの燔祭

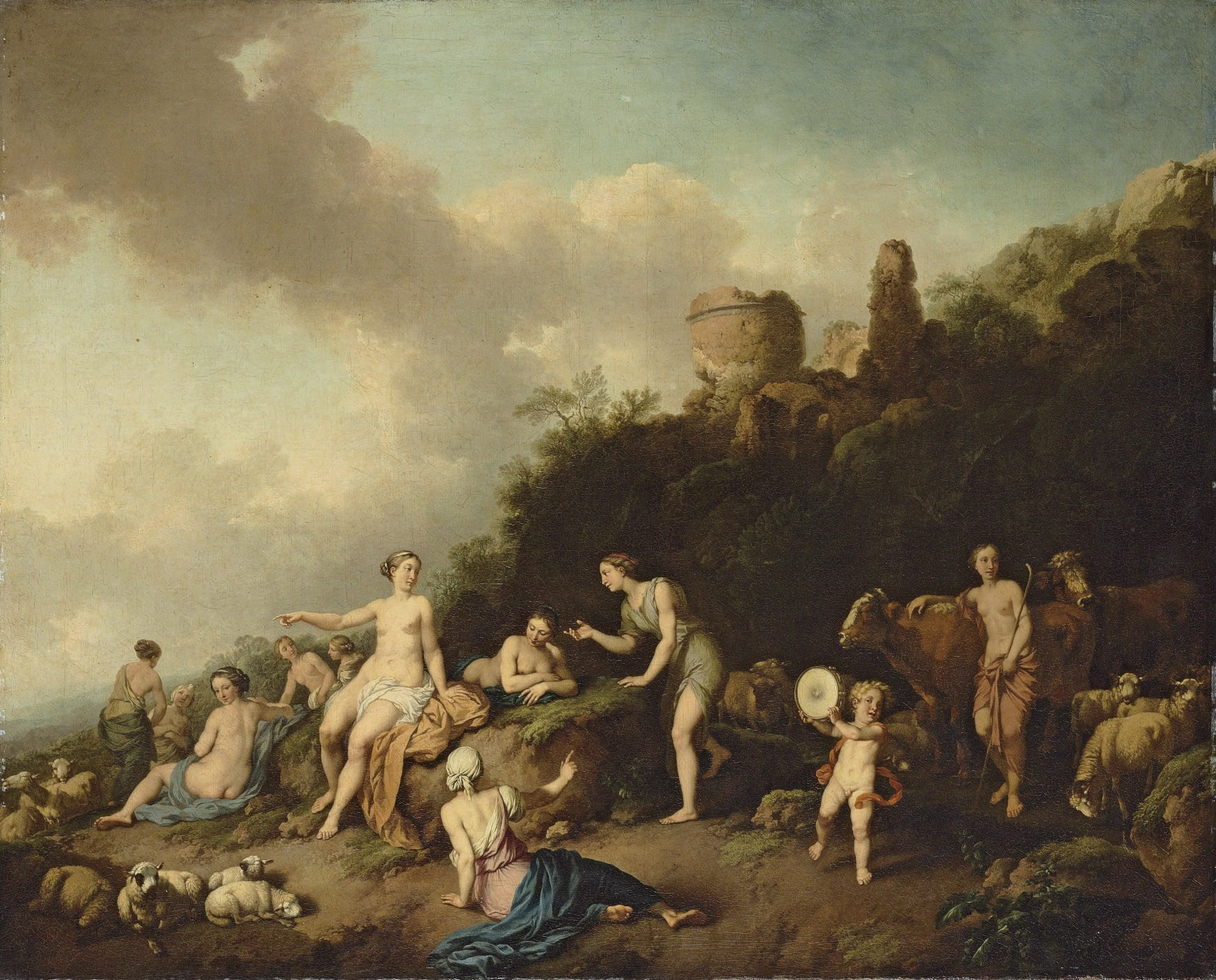
ダイアナとニンフのいる田園風景(1754)
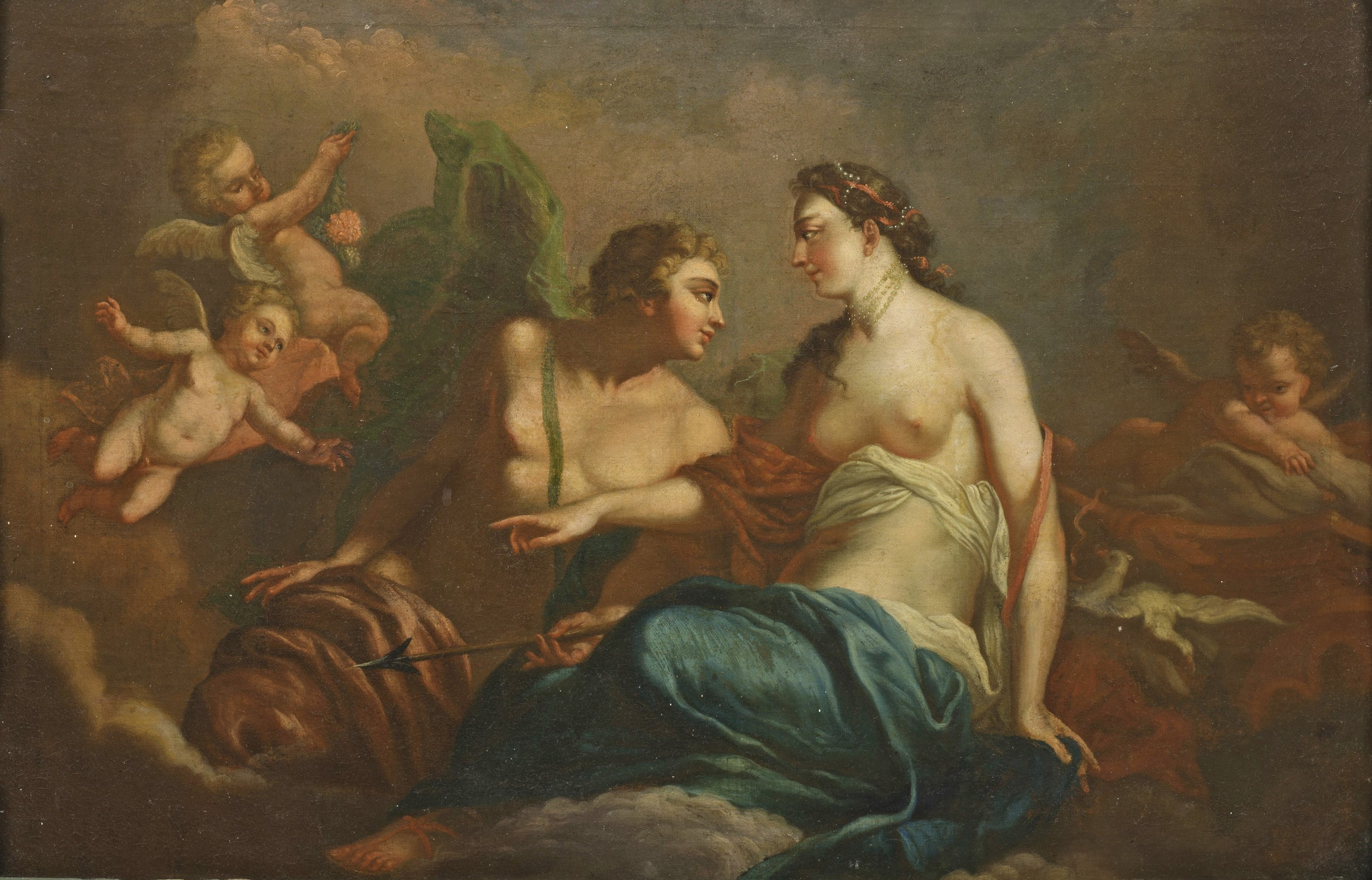
アドーニスとアプロディーテー
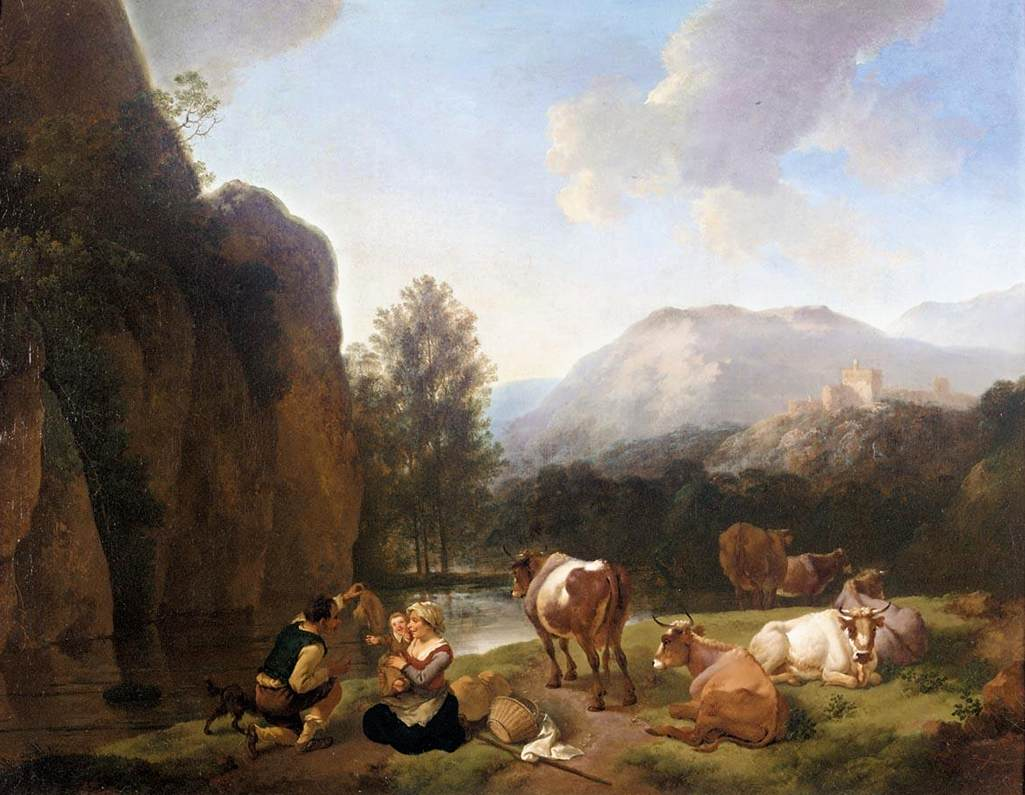
イタリアの風景